# Reidar Visser
Reidar Visser (* 25. August 1971) ist ein norwegischer Historiker und Nahostexperte.

## Leben
Visser studierte Geschichte und Politikwissenschaften an der Universität Bergen, wo er 1995 Examen machte, und wurde 2003 an der Universität Oxford in Nahost-Studien promoviert.  Er wurde 1996 Mitarbeiter des Norsk Utenrikspolitisk Institutt (NUPI) (des Norwegischen Instituts für Internationale Beziehungen) und hat dort verschiedene Studien zur politischen Geschichte des Nahen Ostens veröffentlicht.
Seit 2011 engagiert sich Visser in Norwegen für die Bürgerrechte, auch da er sich selbst verfolgt sieht.

## Schriften (Auswahl)
- A Responsible End? The United States and the Iraqi Transition, 2005–2010. Charlottesville, VA: Just World Books, 2010
- mit Gareth Stansfield (Hrsg.): An Iraq of Its Regions: Cornerstones of a Federal Democracy?. New York: Columbia University Press, 2007.
- Basra, the Failed Gulf State: Separatism and Nationalism in Southern Iraq. Münster: Lit, 2006. Thesis (Ph.D.)-University of Oxford, 2003.
- British policy and inter-sectarian relations in Iraq, 1914–1926: a preliminary study based on documents of the British government. Oslo: Norwegian Institute of International Affairs, 1997.
- Regime stability in Iraq, Iran and Saudi Arabia since the Gulf War. Oslo: NUPI, 1996.